# بوتوشاني

شعار المدينة

بوتوشاني (بالرومانية: Botoşani) هي مدينة أقصى شمالي شرقي رومانيا عاصمة المحافظة التي تحمل الاسم نفسه والتي تشكل جزء من الحدود مع مولدوفا. يبلغ عدد سكانها 115،070 نسمة (2002).

## المناخ
يظهر الجدول التالي التغييرات المناخية على مدار السنة لبوتوشاني:
| البيانات المناخية لـبوتوشاني      | البيانات المناخية لـبوتوشاني | البيانات المناخية لـبوتوشاني | البيانات المناخية لـبوتوشاني | البيانات المناخية لـبوتوشاني | البيانات المناخية لـبوتوشاني | البيانات المناخية لـبوتوشاني | البيانات المناخية لـبوتوشاني | البيانات المناخية لـبوتوشاني | البيانات المناخية لـبوتوشاني | البيانات المناخية لـبوتوشاني | البيانات المناخية لـبوتوشاني | البيانات المناخية لـبوتوشاني | البيانات المناخية لـبوتوشاني |
| الشهر                             | يناير                        | فبراير                       | مارس                         | أبريل                        | مايو                         | يونيو                        | يوليو                        | أغسطس                        | سبتمبر                       | أكتوبر                       | نوفمبر                       | ديسمبر                       | المعدل السنوي                |
| --------------------------------- | ---------------------------- | ---------------------------- | ---------------------------- | ---------------------------- | ---------------------------- | ---------------------------- | ---------------------------- | ---------------------------- | ---------------------------- | ---------------------------- | ---------------------------- | ---------------------------- | ---------------------------- |
| الدرجة القصوى °م (°ف)             | 17 (62)                      | 22 (71)                      | 25 (77)                      | 27 (81)                      | 31 (87)                      | 34 (93)                      | 37 (98)                      | 38 (100)                     | 34 (94)                      | 28 (83)                      | 18 (65)                      | 18 (65)                      | 38 (100)                     |
| متوسط درجة الحرارة الكبرى °م (°ف) | 1 (33)                       | 2 (35)                       | 7 (45)                       | 14 (57)                      | 20 (68)                      | 23 (73)                      | 24 (76)                      | 24 (76)                      | 21 (70)                      | 14 (58)                      | 7 (44)                       | 3 (37)                       | 13 (56)                      |
| متوسط درجة الحرارة الصغرى °م (°ف) | −6 (22)                      | −5 (23)                      | 0 (32)                       | 5 (41)                       | 10 (50)                      | 13 (56)                      | 15 (59)                      | 14 (57)                      | 11 (51)                      | 5 (41)                       | 0 (32)                       | −3 (26)                      | 5 (41)                       |
| أدنى درجة حرارة °م (°ف)           | −27 (−17)                    | −27 (−17)                    | −17 (1)                      | −4 (25)                      | −1 (30)                      | 4 (39)                       | 4 (39)                       | 6 (43)                       | −3 (27)                      | −8 (18)                      | −22 (−7)                     | −21 (−6)                     | −27 (−17)                    |
| متوسط أيام هطول الأمطار           | 14                           | 13                           | 13                           | 15                           | 14                           | 14                           | 13                           | 10                           | 10                           | 9                            | 13                           | 15                           | 153                          |
| متوسط الأيام الممطرة              | 4                            | 4                            | 7                            | 14                           | 14                           | 14                           | 13                           | 10                           | 10                           | 9                            | 9                            | 7                            | 115                          |
| متوسط الأيام المثلجة              | 12                           | 10                           | 7                            | 2                            | 0                            | 0                            | 0                            | 0                            | 0                            | 1                            | 5                            | 9                            | 46                           |
| المصدر: Weatherbase               |                              |                              |                              |                              |                              |                              |                              |                              |                              |                              |                              |                              |                              |

## توأمة
لبوتوشاني اتفاقيات توأمة مع كل من:
- Glodeni [الإنجليزية]‏
- برست (28 فبراير 2002 - )[7]
- لافال (16 أكتوبر 2007 - )[8]
- كارامان (14 مارس 2012 - )[8]

## أعلام
- نفتالي دين
- دايفيد فريدمان
- إسحاق ليون كاندل
- دان لونجو
- ميهاي إمينسكو